# Néstor Mesta Chayres
Néstor Mesta Chayres (Nestor Chayres; * 26. Februar 1908 in Ciudad Lerdo; † 29. Juni 1971 in Mexiko-Stadt) war ein mexikanischer Sänger (Tenor), der als El gitano De México bekannt wurde.
Chayres studierte Solfège, Harmonielehre und Kontrapunkt am Conservatorio Nacional de Música in Mexiko-Stadt und war Gesangsschüler von Lamberto Castañeros. Er debütierte einundzwanzigjährig am Anfiteatro „Bolívar“ der Escuela Nacional Preparatoria und erlangte die Aufmerksamkeit von Dirigenten wie Gonzalo Guevara und Mario Ruiz Armengol. Er trat 1930 beim Radiosender XEB mit einem Orchester unter der Leitung von Armengol auf und unternahm seine erste Mexiko-Tournee.
1933 trat er in Havanna mit dem Pianisten und Komponisten Jorge del Moral auf, und im Folgejahr nahm er seine erste Platte mit den Pasodobles Morena von Jorge del Moral und Rocío von Alfonso Esparza Oteo auf. 1942 wurde er in Mario Morenos Teatro Follies als bester Sänger Mexikos geehrt. 1943 gab er, begleitet vom Orquesta Sinfónica de México, ein Recital am Palacio de Bellas Artes. 1945 debütierte er in der New Yorker Town Hall und trat in der Carnegie Hall in einer Night of the Américas mit den New Yorker Philharmonikern unter Alfredo Antonini auf. Cháyres trat 1943 dem Team des Columbia Broadcasting System (CBS Radio) unter der musikalischen Leitung von Alfredo Antonini als Solist in der Radiosendung „Viva América“ bei und arbeitete gleichzeitig mit dem Akkordeonisten John Serry zusammen und das Columbia Broadcasting System Pan America Orchestra. Diese Radiosendungen wurden live von New York City nach Südamerika und Europa übertragen, um während des Zweiten Weltkriegs friedliche diplomatische Beziehungen aufzubauen. Sie trugen auch dazu bei, lateinamerikanische Musik und den mexikanischen Bolero in den 1940er Jahren einem großen Publikum in den Vereinigten Staaten vorzustellen.
Es folgten Auftritte in Kanada, Peru, Kolumbien, Venezuela, Chile und der Dominikanischen Republik. Mit Manuel de Falla studierte er in Argentinien dessen Canciones Populares. 1949 besuchte er bei einer Europatournee Spanien, Frankreich, Holland, Norwegen, Schweden, Finnland, Dänemark und England. Im Folgejahr unternahm er eine weitere Tournee durch die USA und Kanada. Er kehrte dann nach Mexiko zurück und trat dort mit dem Orchester von Gonzalo Cervera auf. Bei La Voz Dominicana trat er 1953 gemeinsam mit Chabela Durán, Tito Guízar, Ruth Fernández, Fernando Fernández, Fernando Albuerne und Toña la Negra und 1955 mit María Antonieta Pons, María Luisa Landín, María Elena Márquez, Amalia Mendoza, Nicolás Urcelay, Luis Aguilar, Luis Arcaraz und seinem Orchester, Flor Silvestre und Fernando Fernández auf.